# Striadorbis spiralis
Striadorbis spiralis är en snäckart som beskrevs av Winston F. Ponder och Avern 2000. Striadorbis spiralis ingår i släktet Striadorbis och familjen Glacidorbidae. Inga underarter finns listade i Catalogue of Life.